# Morning Musume Sakura Gumi
Morning Musume。Sakura Gumi ou Morning Musume。Sakuragumi (モーニング娘｡ さくら組) est un groupe temporaire du Hello! Project créé en 2003 le temps de deux singles, composé de la moitié des membres des Morning Musume, en parallèle avec Morning Musume Otome Gumi. Natsumi Abe, qui quitte les Morning Musume en janvier 2004, ne participe pas au second et dernier single du sous-groupe.

## Membres
- Natsumi Abe (安倍なつみ?, Leader)
- Mari Yaguchi (矢口真里?, Leader)
- Hitomi Yoshizawa (吉澤 ひとみ?)
- Ai Kago (加護亜依?)
- Asami Konno (紺野あさ美?)
- Ai Takahashi (高橋愛?)
- Risa Niigaki (新垣里沙?)
- Eri Kamei (亀井絵里?)

## Singles
1. 18 septembre 2003 : Hare Ame Nochi Suki (晴れ 雨 のち スキ ♥, Hare Ame Nochi Suki?)
2. 25 février 2004 : Sakura Mankai (さくら満開, Sakura Mankai?)